# CLEC1B
CLEC1B‏ (C-type lectin domain family 1 member B) هوَ بروتين يُشَفر بواسطة جين CLEC1B في الإنسان.